# Radkov (Žďár nad Sázavou)
Radkov (in tedesco Ratkow) è un comune ceco situato nel distretto di Žďár nad Sázavou, nella regione di Vysočina.